# لياندرو باريرا
لياندرو باريرا (بالإسبانية: Leandro Barrera)‏ (22 فبراير 1991 في الأرجنتين - ) هو لاعب كرة قدم أرجنتيني في مركز الهجوم. لعب مع أرجنتينوس جونيورز وسان خوسيه إيرثكويكس ونادي شيفاز يو إس أي.

## وصلات خارجية
- لياندرو باريرا على موقع الدوري الأمريكي (الإنجليزية)
- لياندرو باريرا على موقع قاعدة بيانات كرة القدم.إي يو (الإنجليزية)
- لياندرو باريرا على موقع Soccerway.com (الإنجليزية)
- لياندرو باريرا على موقع عالم كرة القدم.نت (الإنجليزية)
- لياندرو باريرا على موقع AS.com (الإسبانية)